# Кафес, Пантелис
Пантели́с Кафе́с (греч. Παντελής Καφές; 24 июня 1978, Верия, Иматия, Греция) — греческий футболист, чемпион Европы 2004 года.

## Карьера

### Клубная
Кафес начинал играть в небольшом клубе «Понтион». Клуб играл очень неудачно, вылетев с ним в третий дивизион. Но он был одним из лучших в команде и в 1997 году перешёл в "ПАОК". В его составе в первом же сезоне забил 7 мячей в 27 матчах. В составе «северян» Кафес завоевал два Кубка Греции. Победа в финале 2003 года над «Олимпиакосом» заставила селекционеров пирейского клуба обратить внимание на игрока.  Хотя не сыграл там ни одного матча, стал чемпионом Европы. В 2007 году перешёл в "АЕК" из Афин, за который отыграл пять удачных сезонов и стал капитаном команды. После завершения контракта в 2012 году стал свободным агентом и присоединился к команде из своего родного города "Верия", но из-за финансовой задолженности перед ним покинул клуб в январе 2013 года.

### В сборной
Кафес дебютировал в сборной против Хорватии в апреле 2001 года и забил свой первый гол в ворота Австрии в Вене в марте 2003 года. Стал чемпионом Европы в 2004 году, хотя не провел ни одного матча на турнире. Принимал участие в отборочном турнире на Чемпионат Мира в 2006 года и Кубке Конфедераций 2005 года, а также помог своей команде в отборе на Чемпионат Европы 2012 года.

## Интересные факты
Кафес был известен тем, что любил футболку с номером 1, «отбирая» её у вратарей.
Владелец баров Riviera Luxury Beach Bar в Халкидики и BRO в Неос Мармарасе.

## Достижения
- Чемпион Европы: 2004
- Чемпион Греции: 2005, 2006, 2007
- Обладатель Кубка Греции: 2001, 2003, 2005, 2006, 2011